# Sinstauchira
Sinstauchira es un género de saltamontes de la subfamilia Catantopinae, familia Acrididae, el cual no está asignado a ninguna tribu. Este género se encuentra en el sur de China y en Vietnam.

## Especies
Las siguientes especies pertenecen al género Sinstauchira:
- Sinstauchira gressitti (Tinkham, 1940)
- Sinstauchira hui Li, Lu, Jiang & Meng, 1995
- Sinstauchira puerensis Li, Xu & Zheng, 2014
- Sinstauchira pui Liang & Zheng, 1986
- Sinstauchira ruficornis Huang, 1985
- Sinstauchira yaoshanensis Li, 1987
- Sinstauchira yunnana Zheng, 1981